# سردان واسیلوویچ
سردان واسیلوویچ (انگلیسی: Srđan Vasiljević؛ زادهٔ ۱ آوریل ۱۹۷۳) بازیکن پیشین و مربی کنونی فوتبال اهل صربستان است.
از باشگاه‌هایی که در آن بازی کرده‌است می‌توان به باشگاه فوتبال دینامو بخارست اشاره کرد.